# Ilha Bardsey
A Ilha de Bardsey (Ynys Enlli em língua galesa) é uma ilha que fica à entrada da baía de Cardigan, em Gwynedd, País de Gales, ao largo da Península de Lleyn.
Nesta ilha foi fundado no século VI um mosteiro dedicado a São Catamano, mas as ruínas que se conservam hoje são de uma abadia que data do século XIII. Em meados do século XVIII estabeleceu-se uma comunidade de marinheiros. Em 1925, a ilha era habitada por 100 pessoas, mas pouco depois a maioria deixou-a. Alberga uma pequena população permanente de menos de dez pessoas, que cresce durante os meses de verão com os visitantes que ficam em casas de férias. O ponto mais alto é o Mynydd Enlli (167 m).
A ilha foi um lugar de peregrinação muito popular, especialmente junto dos peregrinos que vinham morrer e ser enterrados na ilha, e daí ter surgido a tradição de que vinte mil santos estariam enterrados em Bardsey. Três peregrinações a Bardsey eram tidos como equivalentes a uma peregrinação a Roma.
Em 2023, a ilha tornou-se o primeiro local na Europa a receber a designação de Santuário Internacional do Céu Escuro, juntando-se a apenas 16 outros no mundo. As características geográficas da ilha a tornam um dos lugares mais escuros do Reino Unido, com noites excepcionalmente estreladas a salvo de poluição luminosa excelentes para observação do céu noturno.